# Grand-Laviers
Grand-Laviers è un comune francese di 375 abitanti situato nel dipartimento della Somme nella regione dell'Alta Francia.

## Società

### Evoluzione demografica
Abitanti censiti